# Bhādran
Bhādran är en ort i Indien.   Den ligger i distriktet Anand och delstaten Gujarat, i den västra delen av landet, 800 km sydväst om huvudstaden New Delhi. Bhādran ligger 35 meter över havet och antalet invånare är 10 147.
Terrängen runt Bhādran är mycket platt. Runt Bhādran är det tätbefolkat, med 982 invånare per kvadratkilometer. Närmaste större samhälle är Borsad, 5,4 km norr om Bhādran. Trakten runt Bhādran består till största delen av jordbruksmark.